# Лучка (Охтирський район)
Лу́чка — село в Україні, у Тростянецькій міській громаді Охтирського району Сумської області. Населення становить 181 осіб. Колишній орган місцевого самоврядування — Зарічненська сільська рада.

## Географія
Село Лучка знаходиться на березі Балки Лучанської, яка через 2 км впадає в річку Боромля, нижче за течією примикає місто Тростянець. До села примикає великий лісовий масив (дуб). Поруч проходить автомобільна дорога Н12.